# Liste der Kategorie-A-Bauwerke in North Lanarkshire

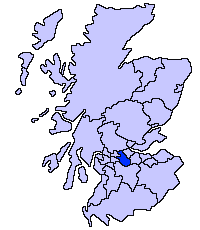
Lage von North Lanarkshire in Schottland

Die Liste der Kategorie-A-Gebäude in North Lanarkshire umfasst sämtliche in der Kategorie A eingetragenen Baudenkmäler in der schottischen Council Area North Lanarkshire. Die Einstufung wird anhand der Kriterien von Historic Scotland vorgenommen, wobei in die höchste Kategorie A Bauwerke von nationaler oder internationaler Bedeutung einsortiert sind. In North Lanarkshire sind derzeit zehn Gebäude in der Kategorie A gelistet.
| Name                   | Lage                                       | Typ                | Eintrag | Bild                                              |
| ---------------------- | ------------------------------------------ | ------------------ | ------- | ------------------------------------------------- |
| Dunluce                | Dullatur 55° 58′ 2,8″ N, 4° 0′ 46″ W       | Villa              | 1062    |                                                   |
| Woodend                | Dullatur 55° 58′ 3,6″ N, 4° 0′ 44″ W       | Villa              | 1063    |                                                   |
| Bedlay Castle          | Chryston 55° 54′ 20,8″ N, 4° 5′ 38,1″ W    | Schloss            | 4396    |                                                   |
| Cumbernauld House      | Cumbernauld 55° 57′ 37,6″ N, 3° 58′ 4,2″ W | Schloss            | 24086   | Cumbernauld House                                 |
| Sacred Heart Church    | Cumbernauld 55° 57′ 6,4″ N, 3° 58′ 35,5″ W | Kirche             | 24091   | Sacred Heart Roman Catholic Church and Presbytery |
| St Patrick’s Church    | Kilsyth 55° 58′ 31″ N, 4° 3′ 11,7″ W       | Kirche             | 36234   |                                                   |
| Dalzell House          | Motherwell 55° 46′ 20,1″ N, 3° 58′ 40,7″ W | Schloss            | 38238   | Dalzell House                                     |
| Cambusnethan House     | Wishaw 55° 45′ 19,1″ N, 3° 56′ 40″ W       | Herrenhaus         | 47593   | Cambusnethan House                                |
| St. Ignatius Church    | Wishaw 55° 46′ 28,2″ N, 3° 54′ 55,9″ W     | Kirche             | 47975   |                                                   |
| Cummins Engine Factory | Shotts 55° 49′ 40″ N, 3° 48′ 52,9″ W       | Produktionsgebäude | 50013   | Cummins Engine Factory                            |